# Forth Bridge
Die Forth Bridge ist eine zweigleisige Eisenbahnbrücke über den Firth of Forth, den weit ins Land reichenden Mündungstrichter des Flusses Forth in Schottland, und Weltkulturerbe.
Die Auslegerbrücke hatte bei ihrer Eröffnung 1890 die größte Spannweite aller Brücken weltweit. Diesen Rekord musste sie 1919 an die Québec-Brücke abtreten.
Sie gilt als die erste Brücke, die im Gegensatz zu dem bis dahin verwendeten Schmiedeeisen vollständig aus Stahl hergestellt wurde.

## Lage
Die Forth Bridge ist ein Teil der Eisenbahnstrecke, die von Edinburgh über den Firth of Forth, die Halbinsel Fife und den Firth of Tay nach Dundee und weiter entlang der Ostküste nach Aberdeen führt.
Sie steht etwa 13 km westlich von Edinburgh zwischen den Orten South Queensferry und North Queensferry an einer Engstelle, die durch einen von Norden in die Flussmündung vorspringenden Felssporn gebildet wird. In der Mitte der Flussmündung befindet sich Inchgarvie, eine kleine Felsinsel, die als Fundament für den mittleren Brückenpfeiler dient. Der Tidenhub von mehr als 6 m und die starke Gezeitenströmung bildeten besondere Probleme beim Bau, wenn Stahlteile von Schiffen unmittelbar zur Brücke gehoben werden sollten. Das umgebende Gelände liegt so hoch, dass die Eisenbahn keine besonderen Steigungen überwinden muss, um auf die geforderte lichte Höhe von 46 m (150 ft) zu kommen.
Etwa 900 m weiter landeinwärts steht die Forth Road Bridge, eine 1964 eröffnete, vierspurige Hängebrücke. Noch etwas weiter landeinwärts liegt die Brücke Queensferry Crossing, eine Schrägseilbrücke, auf der seit dem 30. August 2017 der M90 motorway über den Firth of Forth führt.
27 km weiter westlich steht die Kincardine Bridge, eine 1936 eröffnete Drehbrücke für den Straßenverkehr, die 2008 durch die benachbarte Clackmannanshire Bridge entlastet wurde.

## Geschichte
Zwischen North und South Queensferry pendelte vor dem Bau der Brücke eine Fähre. Musste der Fährbetrieb wegen schlechten Wetters eingestellt werden oder wollte man die Überfahrt aus Angst vor Seekrankheit oder aus sonstigen Gründen nicht riskieren, so war der Umweg über die 37 km weiter landeinwärts in Stirling stehende Brücke die einzige Alternative.
Die ersten Ideen einer festen Querung entstanden bereits 1805, als ein Tunnel mit zwei Röhren vorgeschlagen wurde. 1818 folgte der Vorschlag einer Kettenbrücke, der ebenfalls nicht weiter verfolgt wurde. 1860 begann die North British Railway mit Probebohrungen für eine von Thomas Bouch entworfene Brücke. Das Vorhaben erhielt sogar die erforderliche gesetzliche Genehmigung, wurde aber infolge wirtschaftlicher Veränderungen bei der Eisenbahngesellschaft fallen gelassen.
1873 wurde die Forth Bridge Company gegründet, um eine ebenfalls von Thomas Bouch entworfene Kettenbrücke mit zwei je 488 m (1600 ft) weiten Öffnungen zu bauen. Die vier beteiligten Eisenbahngesellschaften, die Great Northern, die North-Eastern, die Midland und die North British Railway sollten den Bau finanzieren und anschließend für ausreichenden Verkehr über die Brücke sorgen, um die geplante Dividende von 6 % pro Jahr zu erwirtschaften. Im gleichen Jahr wurde die gesetzliche Genehmigung erteilt und Sir William Arrol & Company, Glasgow, mit den Bauarbeiten beauftragt. Deren Ausführung wurde jedoch von verschiedenen Umständen lange verzögert, so dass erst der zentrale Pfeiler auf Inchgarvie in Arbeit war, als die ebenfalls von Thomas Bouch entworfene Firth-of-Tay-Brücke bei Dundee am 28. Dezember 1879 einstürzte. Alle weiteren Arbeiten wurden daraufhin eingestellt. Die Untersuchung der Unglücksursachen erschütterte das öffentliche Vertrauen in die von Thomas Bouch geplanten Brücken so sehr, dass man eine vollständig neu geplante Brücke für erforderlich hielt.
Nach einer neuerlichen Ausschreibung der Brücke erhielten die Ingenieure John Fowler und Benjamin Baker den Auftrag für die Planung einer stabileren Brücke, die schon durch ihr Aussehen den Fahrgästen das Vertrauen in die Konstruktion zurückgeben sollte. 1881 wurde die endgültige, mit allen Beteiligten abgestimmte Fassung des Entwurfs von den Eisenbahngesellschaften und den Behörden akzeptiert. Im Juli 1882 wurde die gesetzliche Genehmigung erteilt und die Finanzierungsvereinbarung der beteiligten Eisenbahngesellschaften entsprechend angepasst – mit einer auf 4 % gesenkten Dividende.
Am 21. Dezember 1882 wurden Tancred, Arrol and Co. mit der Ausführung des neuen Entwurfs beauftragt.
Die Bauarbeiten an der Brücke dauerten sieben Jahre und waren im Dezember 1889 abgeschlossen. Im Januar 1890 wurden Belastungstests erfolgreich durchgeführt. Am 24. Februar 1890 fuhr ein Zug mit den Direktoren der beteiligten Eisenbahnunternehmen mehrmals über die Brücke. Am 4. März 1890 fand die feierliche Eröffnung durch den Prince of Wales, den späteren König Eduard VII. statt, der den dafür hergestellten, vergoldeten „letzten Niet“ setzte.
Schon während der Bauzeit gab es ein großes öffentliches Interesse an der Brücke; zahlreiche hochrangige Persönlichkeiten wie der Prince und die Princess of Wales, der Kaiser von Brasilien Dom Pedro II., König Albert von Sachsen, Leopold II., König der Belgier, und Naser ad-Din, Schah von Persien, besuchten die Baustelle und die fertige Brücke. Zur Eröffnungsfeier waren zwar anscheinend keine Staatsgäste eingeladen, aber die Vertreter verschiedener ausländischer Fachbehörden; das preußische Ministerium der öffentlichen Arbeiten entsandte den Brückenbau-Ingenieur und Baubeamten Georg Christoph Mehrtens, der an vielen Großbrücken in Deutschland mitarbeitete.

## Bauwerk
Die Forth Bridge ist eine Auslegerbrücke mit Gerberträgern, deren Überbau erstmals vollständig aus Siemens-Martin-Stahl hergestellt wurde. Die Brücke wird von drei mächtigen Pfeilern getragen, die im Wesentlichen jeweils aus vier Stahlrohr-Stützen bestehen, die durch diagonale Rohre und zahlreiche Fachwerkträger versteift werden. Von diesen Pfeilern kragen seitlich die rautenförmigen Ausleger aus, deren Untergurte und diagonalen, die größten Lasten tragenden Streben wiederum aus Rohren bestehen, während die Obergurte und zahlreiche der Versteifung dienende Streben als Fachwerkträger ausgeführt sind. Diese Ausleger tragen die im Verhältnis zur Gesamtkonstruktion zierlich anmutenden Einhängeträger. An beiden Seiten der Brücke schließen sich längere Viadukte an, die die Verbindung von der hochgelegenen Umgebung zur eigentlichen Brückenkonstruktion herstellen.

## Konzeptdarstellung

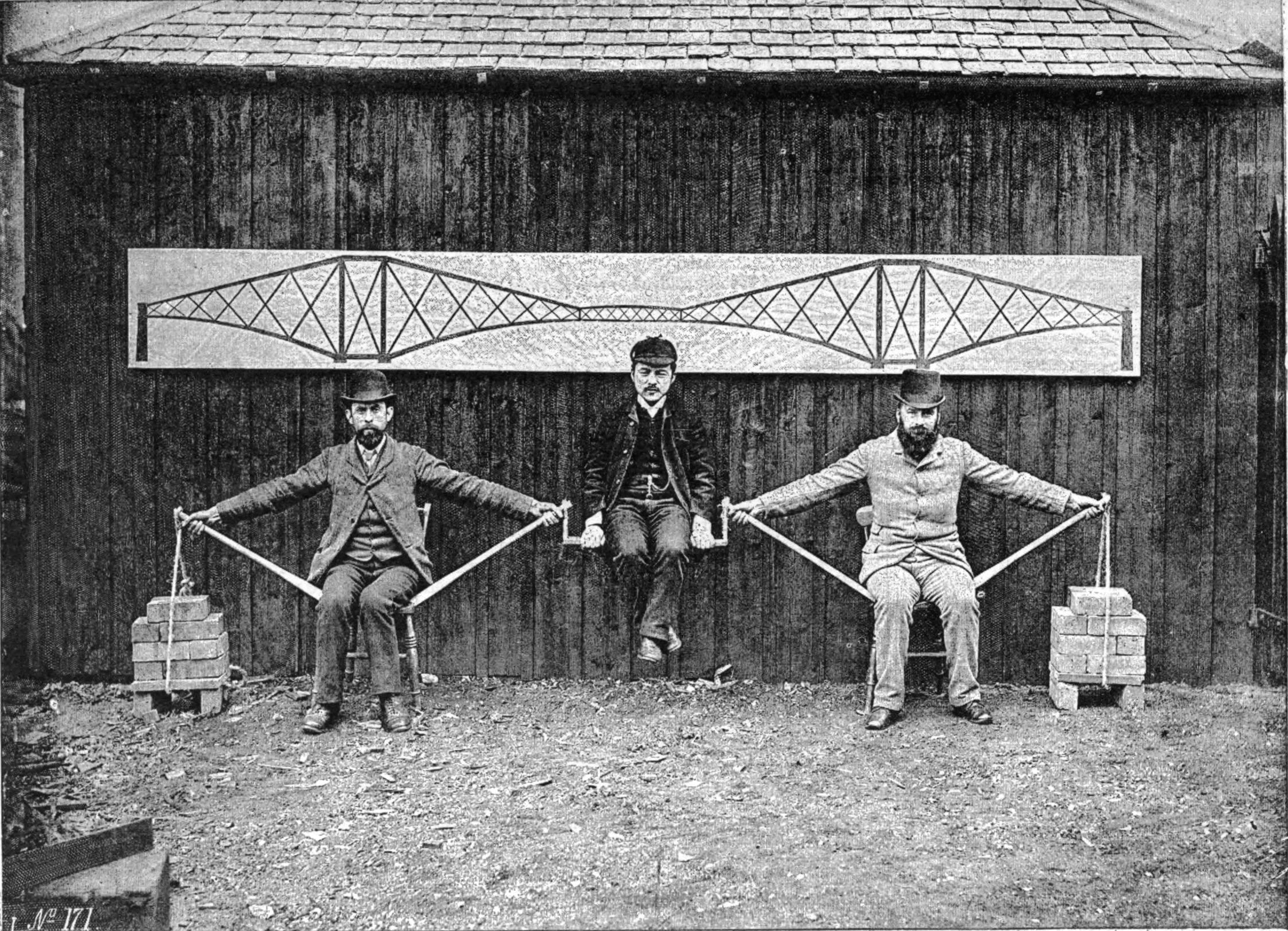
Demonstration des Prinzips der Forth Bridge

Da große, weitgespannte Auslegerbrücken noch nicht verbreitet waren, bemühte man sich, das Vertrauen des Publikums in die neue Brücke auch durch praktische Vorführungen zu gewinnen. Dabei entstand das berühmte Foto, in dem John Fowler und Benjamin Baker, auf Stühlen sitzend, mit ausgestreckten Armen je zwei an den Stühlen befestigte Stäbe halten, die die unter Druck stehenden Untergurte der Ausleger darstellen, während die Arme die nur Zugkräften ausgesetzten Obergurte symbolisieren. Die außen angehängten Ziegelsteinpaletten bilden das Gegengewicht zu dem auf dem „Einhängeträger“ sitzenden Kaichi Watanabe, einem ebenfalls beim Bau der Forth Bridge tätigen japanischen Ingenieur.

## Technische Einzelheiten
Die Pfeiler sind von ihren Granitsockeln aus gerechnet 100 m  hoch. Ihre vier tragenden Rohre stehen in der Seitenansicht senkrecht, in der Längsansicht sind sie jedoch nach innen geneigt. Ihr Achsabstand ist unten 37 m und verjüngt sich nach oben auf 10 m. In der Längsrichtung haben die tragenden Rohre der beiden äußeren, identischen Pfeiler einen Achsabstand von 44 m, die des inneren Pfeilers jedoch von 80 m.
Die sechs Ausleger sind jeweils 207 m lang und bis auf Unterschiede an den Endanschlüssen der äußersten Ausleger identisch. Diese sind auf den Endpfeilern der Viadukte gelagert und mit eingebauten Ausgleichsgewichten beschwert, um ein Abheben zu verhindern, das der gegenüberliegende Ausleger unter der Last des Einhängeträgers und zweier sich auf dem Einhängeträger begegnender Züge bewirken könnte.
Ebenso sind die beiden 107 m langen Einhängeträger identisch, die einer konventionellen Fachwerkbrücke mit geradem Untergurt und leicht gebogenem Obergurt entsprechen.
Die Brücke hat daher zwei Hauptöffnungen von 520 m und zwei Seitenöffnungen über dem Ufer bzw. dem ufernahen Flachwasser von je 207 m.

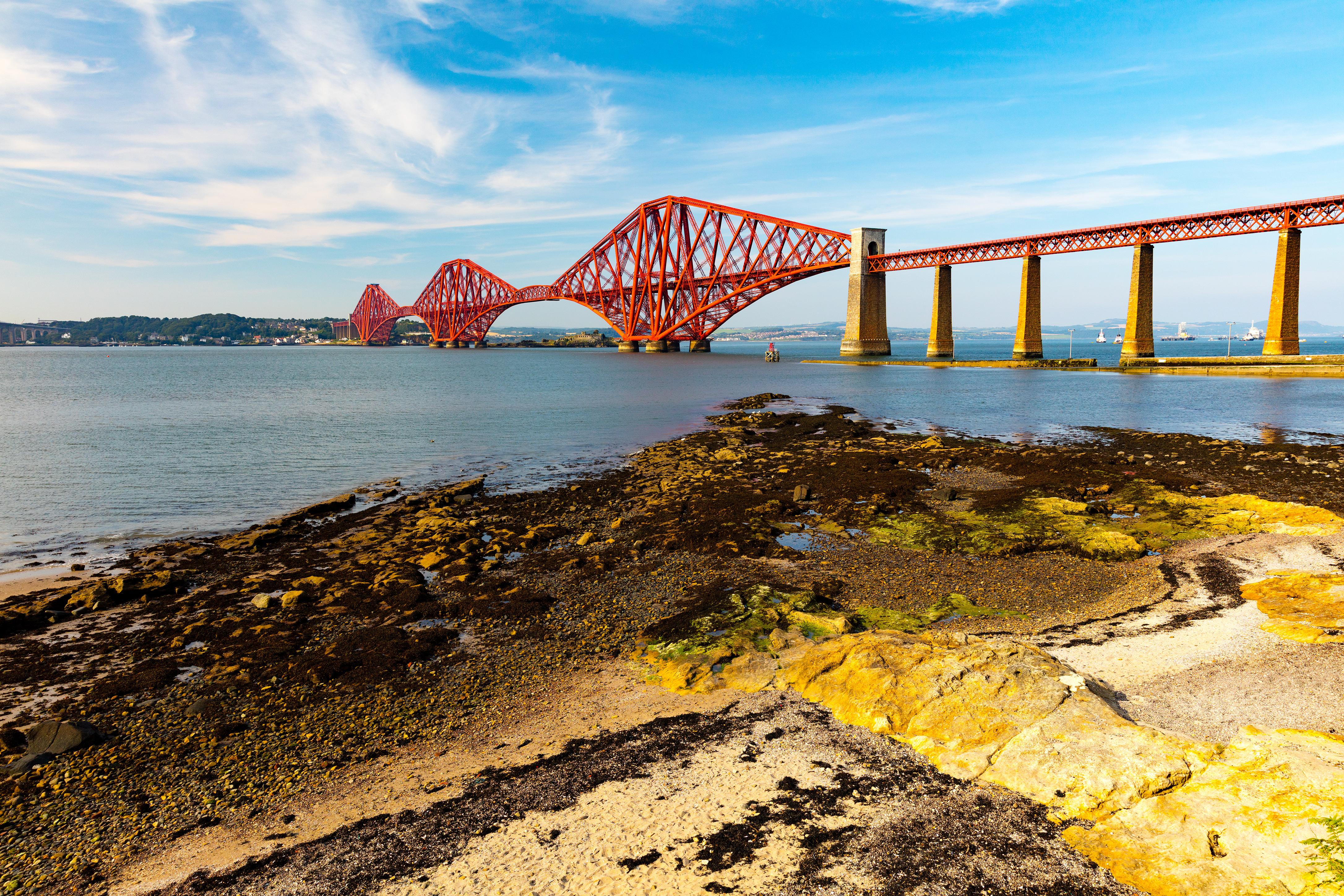
Forth-Bridge (South Queensferry – Edinburgh)

Die Rohre in den Pfeilern und den Auslegern haben Durchmesser von bis zu 3,6 m und sind bis zu 106 m lang. Sie sind innen mit Längs- und Querspanten versteift und wurden auf der Baustelle mit großen Nietmaschinen hergestellt.
Die Sockel der Pfeiler ragen bis zu einer Höhe von 5,5 m über das Hochwasser. Sie wurden mit Hilfe von Senkkästen (Caissons) gegründet.
Im Süden schließt sich ein Viadukt aus Granitpfeilern mit 10 Brückenfeldern von je 51 m an, das über 4 Mauerwerksbogen mit Achsabständen von 20 m mit dem 10 m langen Widerlager verbunden ist. Im Norden besteht das entsprechende Viadukt aus fünf Brückenfeldern von ebenfalls je 51 m, 3 Mauerwerksbogen mit unterschiedlichen Achsabständen von 11 m + 9,5 m + 14,0 m und einem Widerlager von 4,3 m Länge.
Die gesamte Länge des Bauwerks beträgt somit 2523 m.
Die auf der gesamten Brücke horizontal verlaufenden Eisenbahngleise werden auf parallelgurtigen Fachwerkträgern über die Viadukte geführt, wobei ein durchgehender Träger jeweils zwei Felder überbrückt. In der Auslegerbrücke verlaufen die Gleise ebenfalls auf Fachwerkträgern, die quasi eine Brücke in der Brücke bilden. Beidseitig der Gleise gibt es schmale Fußwege für das Bahn- und Brückenpersonal, die für die Allgemeinheit nicht zugänglich sind.
Das gesamte Bauwerk besteht aus etwa 54.000 Tonnen Stahl und wird von 6,5 Millionen Nieten zusammengehalten. Die steinernen Pfeiler bzw. Unterbauten sind aus Granit und stammen aus einem Steinbruch in Aberdeen.
Der Bau begann mit den Pfeilern der Viadukte und den Caissonarbeiten für die Fundamente der Brückenpfeiler. Anschließend wurden die drei Hauptpfeiler montiert. Die Ausleger wurden im Freivorbau von den Hauptpfeilern aus gebaut. Auch die Einhängeträger wurden, entgegen ihrem Namen, im Freivorbau von den Auslegern aus gebaut. Ihre beiden Hälften wurden an einem wolkigen Tag mit gleichmäßigen Temperaturen zusammengefügt.
Auf der Baustelle waren in Spitzenzeiten bis zu 5000 Personen beschäftigt. Durch Unfälle kamen, je nach Zählweise, 57 bis 73 Personen ums Leben, eine in der damaligen Zeit bei derartigen Projekten für akzeptabel gehaltene Größenordnung.

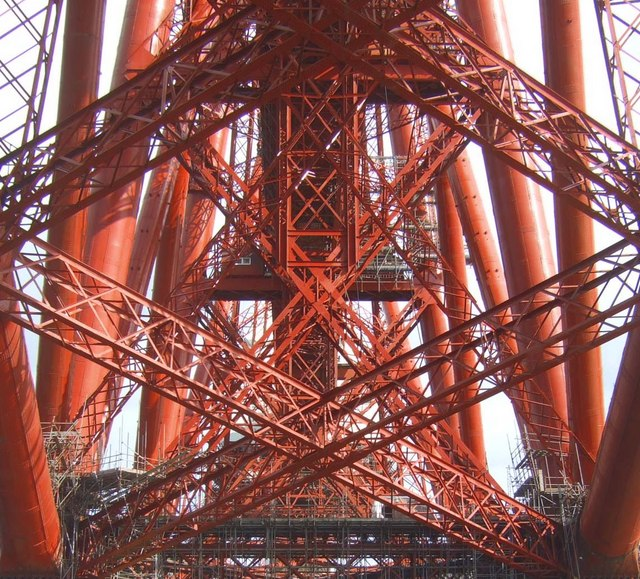
Blick in das Tragwerk
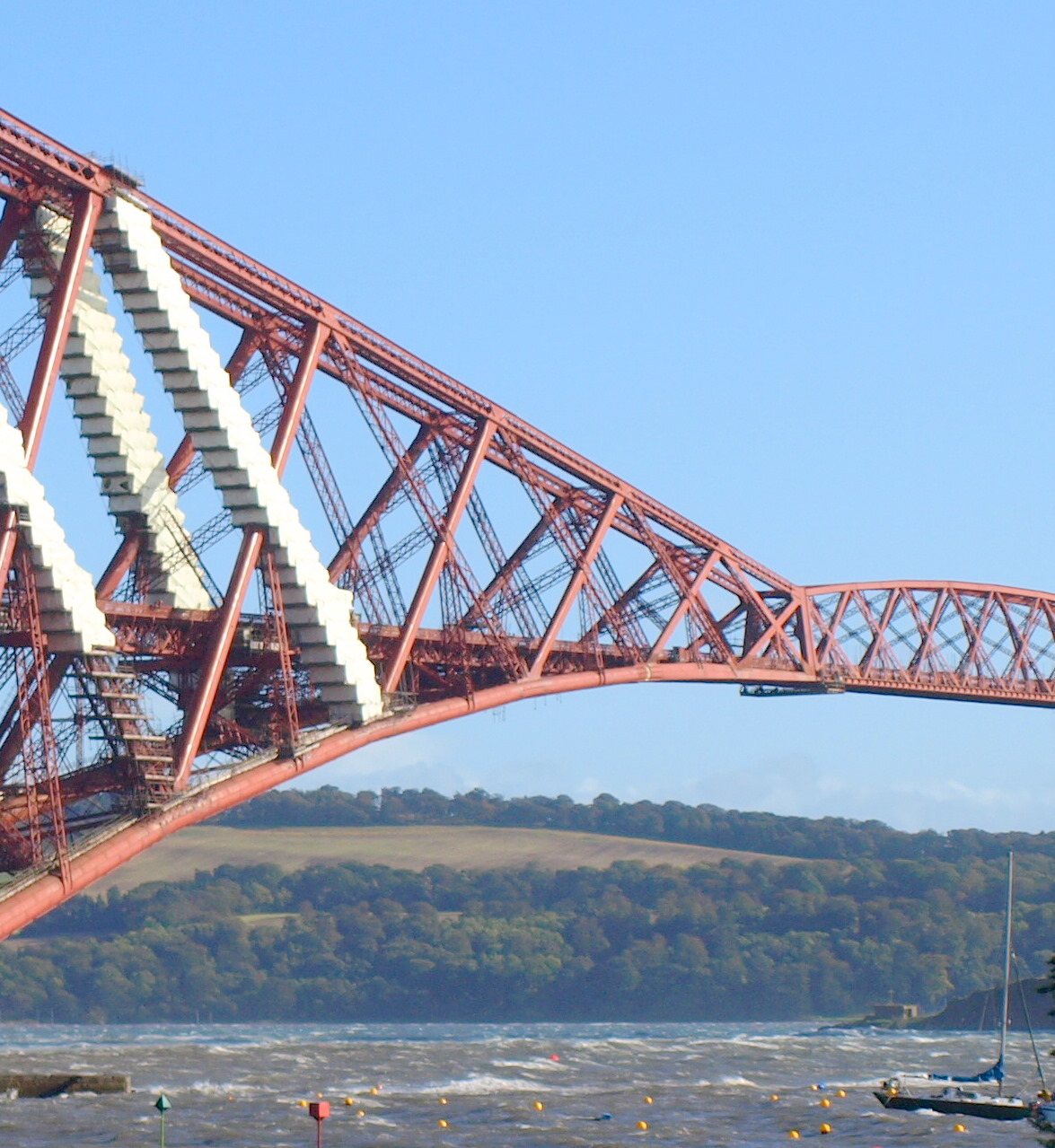
Teil eines Auslegers und seines Einhängeträgers
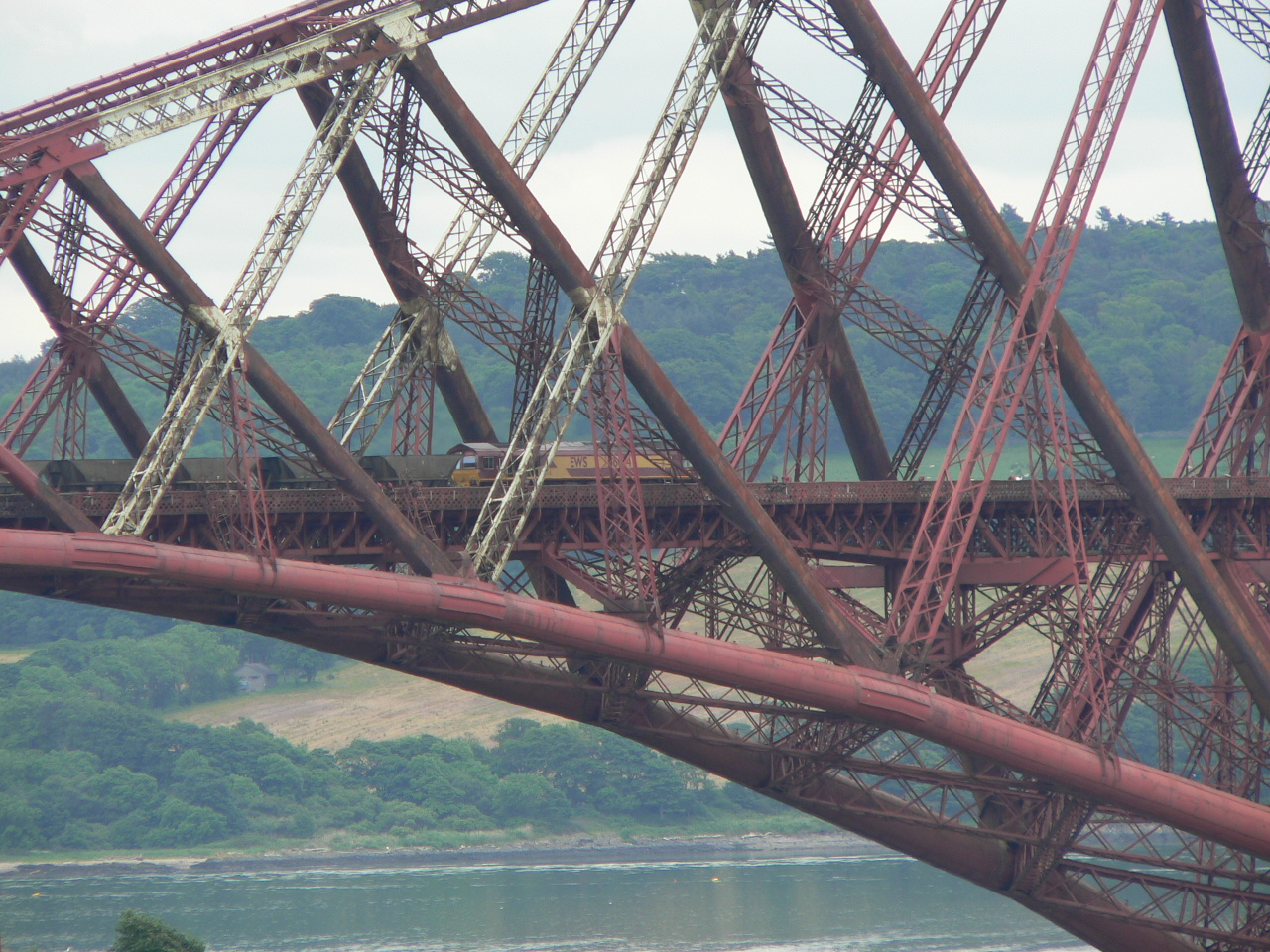
Ein Güterzug in der Brücke
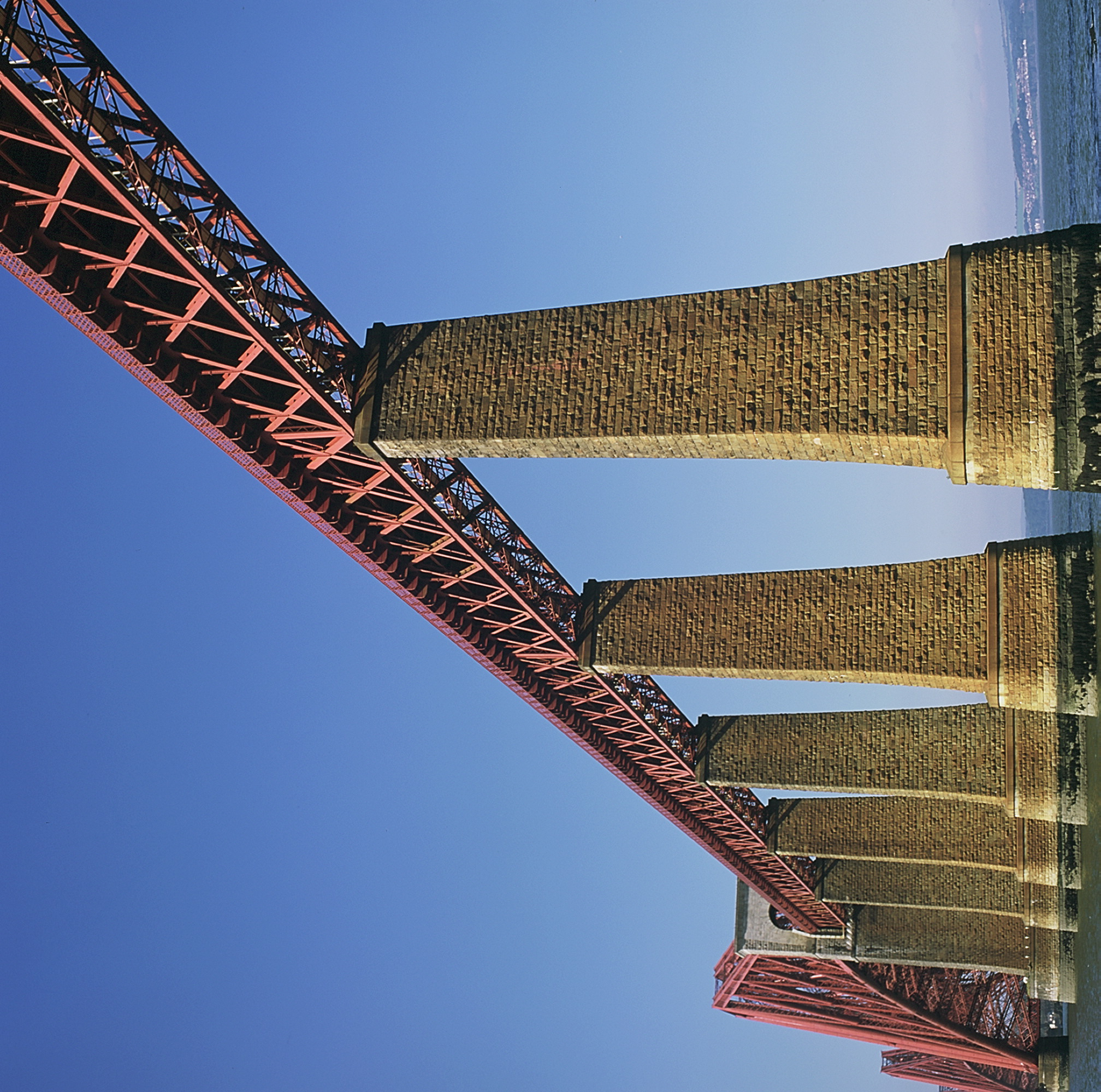
Südliches Viadukt
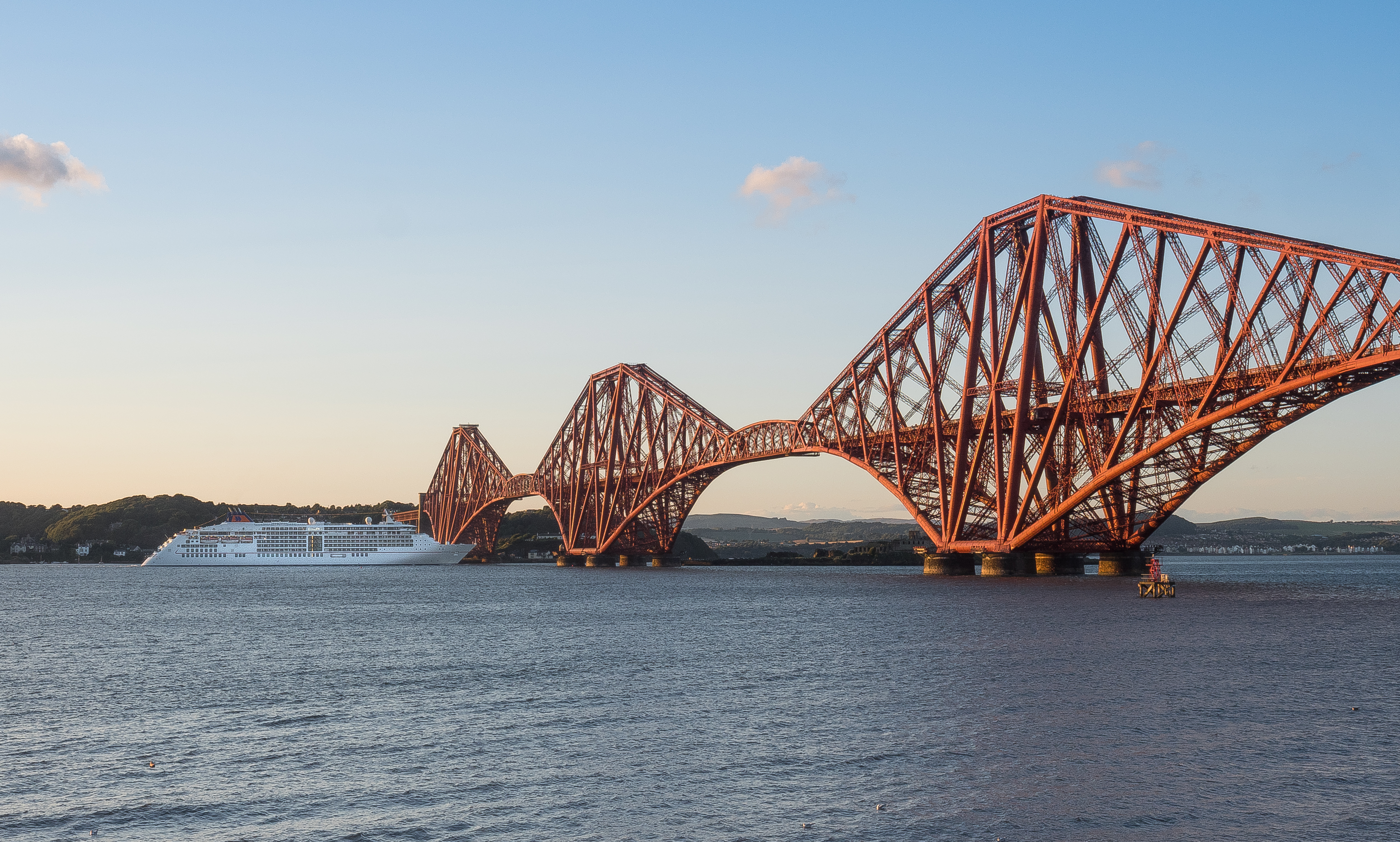
Kreuzfahrtschiff MS Europa 2 an der Forth Bridge
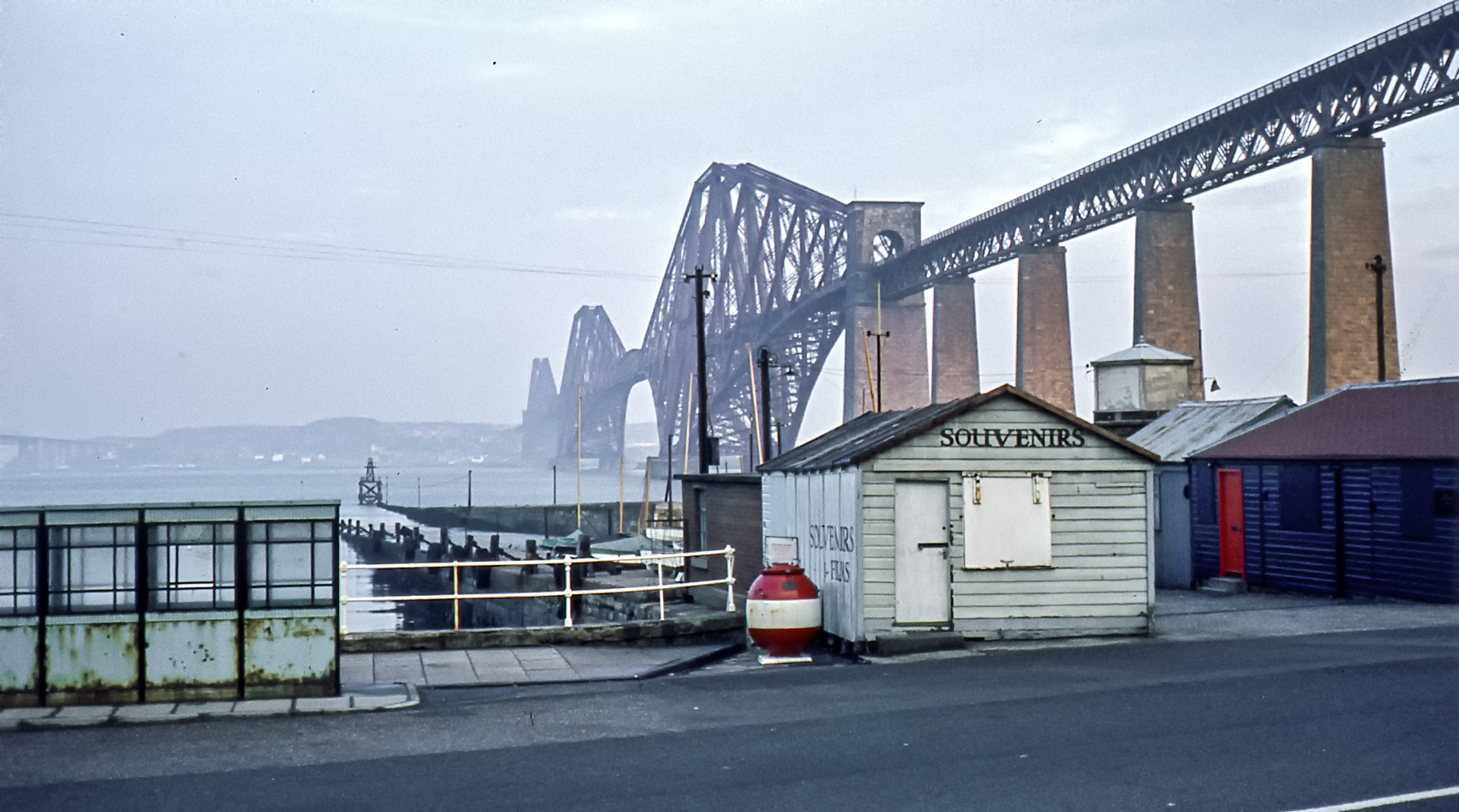
Forth Bridge im Oktober 1972

## Gegenwart
In der Zeit von 2002 und 2012 wurde die Forth Bridge grundlegend saniert. Sie ist weiterhin regulär in Betrieb, pro Tag wird sie von etwa 200 Zügen überquert.
Die Forth Bridge wurde 1985 von der American Society of Civil Engineers in die List of Historic Civil Engineering Landmarks aufgenommen. Im Sommer 2015 erfolgte die Aufnahme des Bauwerks in die UNESCO-Weltkulturerbeliste.
Im August 2013 wurden Pläne bekanntgegeben, eine öffentlich zugängliche Aussichtsplattform auf der Brücke, etwa 100 Meter über dem Wasser einzurichten. Die Plattform sollte 2017 eröffnet werden, wurde aber nicht gebaut. Im Rahmen einzelner Veranstaltungen mit eng begrenzter Teilnehmerzahl wird die Brücke für Aussichtstouren genutzt.
Bei der im Juni 2022 gestarteten Elektrifizierung der Bahnstrecke im S-Bahn-Bereich „Fife Circle“ wird der Abschnitt um die Brücke herum nicht mit einer Oberleitung ausgestattet, da aufgrund zu niedriger Bauhöhen keine Oberleitung zu vertretbaren Kosten installiert werden kann. Daher sollen mit Batterien ausgestattete Züge (BEMU (Battery Electrical Multiple Unit)) zum Einsatz kommen.